# Evgenij Pašutin
Evgenij Jur'evič Pašutin (in russo Евгений Юрьевич Пашутин?; Soči, 2 giugno 1969) è un allenatore di pallacanestro ed ex cestista russo.
È il fratello maggiore di Zachar Pašutin.

## Carriera da giocatore
Con la Russia ha disputato i Giochi olimpici di Sydney 2000, due edizioni dei Campionati mondiali (1994, 2002) e quattro dei Campionati europei (1995, 1997, 1999, 2001).

## Carriera da allenatore
Dopo quindici anni trascorsi in Russia ad allenare diversi club, per la stagione 2018-19 firma un contratto con la Pallacanestro Cantù. Esordisce in campionato il 6 ottobre 2018 con una sconfitta ad Avellino. Dopo tre vittorie consecutive, Pasutin incappa in una striscia di otto sconfitte consecutive. Chiude il girone d'andata con cinque vittorie e dieci sconfitte. Proprio mentre sembrava avere riportato la squadra sui binari giusti, vincendo le prime due gare del girone di ritorno, il coach russo abbandona senza apparente motivo il club. La stessa società canturina, in un suo comunicato stampa, afferma testualmente che "l’allenatore Evgeny Pashutin si è assentato da Cantù senza alcuna autorizzazione". Dopo questo suo spontaneo allontanamento, Pashutin torna ad allenare l'Avtodor Saratov.

## Palmarès

### Giocatore
- Campionato russo: 1

CSKA Mosca: 2002-03

### Allenatore
- Campionato russo: 1

CSKA Mosca: 2009-10
- Coppa di Russia: 1

CSKA Mosca: 2009-10
- VTB United League: 1

CSKA Mosca: 2009-10
- Eurocup: 2

UNICS Kazan' : 2010-11
Lokomotiv Kuban: 2012-13